# Gerónimo Maldonado
Pour les articles homonymes, voir Maldonado.
Gerónimo Maldonado est l'une des deux divisions territoriales et statistiques et l'unique paroisse civile de la municipalité de Rivas Dávila dans l'État de Mérida au Venezuela. Sa capitale est La Playa.